# Ambaixada Tenshō
L'ambaixada Tenshō (天正の使節), anomenada així per haver tingut lloc durant l'era Tenshō, fou una ambaixada enviada pel dàimio cristià japonès Ōtomo Sōrin al Papa Gregori XIII i als reis d'Europa el 1582. L'ambaixada estava dirigida per Mancio Itō (伊東 マンショ Itō Mansho, 1569-1612), un noble japonès, que fou el primer emissari oficial japonès a Europa.

## Antecedents
Els navegants i comerciants portuguesos arribaren per primer cop a l'arxipèlag del Japó, a Tanegashima, el 1543, i poc després arribaren els castellans. Els seus habitants els anomenaren nanban-j’in, els «bàrbars del sud». Venien de Macau, l'enclavament portuguès a la costa de la Xina.
És possible que en l'expedició de Ruy López de Villalobos cap a les Índies Orientals a la recerca de noves rutes comercials, Bernardo de la Torre, capità de la nau San Juan de Letrán, descobrís les illes d'Iwo Jima i Minami Torishima l'agost de 1543.
Sis anys després, el 1549, arribaren juntament amb els comerciants els primers missioners jesuïtes encapçalats per Francesc Xavier, un dels fundadors de l'orde, a bord d'un vaixell mercant xinès. Desembarcaren a Kagoshima, a l'illa de Kyūshū. A partir de llavors els missioners es convertiren en els principals intermediaris entre els portuguesos i els japonesos.
El 1570 per iniciativa del jesuïta Cosme de Torres i del dàimio Ōmura Sumitada, convertit al catolicisme, es funda la ciutat de Nagasaki, que serà el port d'entrada del comerç portuguès amb el Japó.

## L'ambaixada

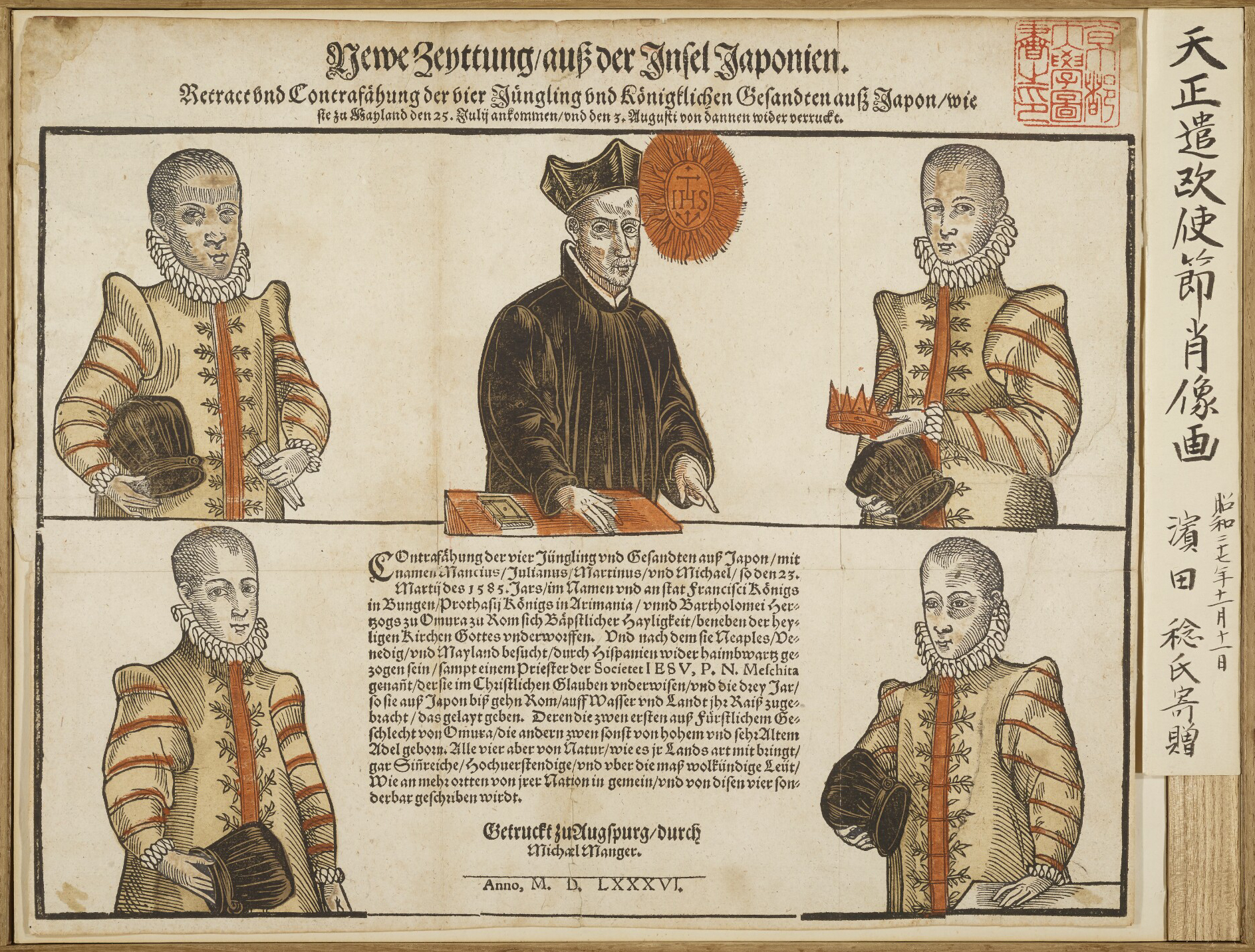
Primera ambaixada japonesa a Europa. A dalt, d'esquerra a dreta: Julião Nakaura, Diogo de Mesquita i Mancio Itō. A sota, d'esquerra a dreta: Martinho Hara i Miguel Chijiwa.

La idea d'enviar una ambaixada japonesa a Europa fou concebuda originalment pel jesuïta Alessandro Valignano, Visitador general jesuïta de les missions de les Índies Orientals, que havia arribat al Japó el 1579 i havia comprovat l'èxit de l'evangelització, ja que, segons els missioners, s'havien construït 200 esglésies i al voltant de 150.000 japonesos s'havien convertit, i a més a més s'havien fundat dos seminaris, un noviciat i una escola.
Així doncs, Valignano aconsegueix convèncer als tres dàimios kirishitan Ōmura Sumitada (1533-1587), Ōtomo Sōrin (1530-1587) i Arima Harunobu (1567-1612) perquè patrocinin l'empresa i permetin a un parell de familiars seus d'entre 13 i 14 anys viatjar a Roma, acompanyats de dos altres joves de la seva edat. Els elegits foren: Mancio Itō (伊東 マンショ Itō Mansho, 1569-1612), com a portaveu del grup, enviat per Ōtomo Sōrin, que era dàimio de la província de Bungo a Kyūshū i parent proper de Shurinosuke Itō, pare de Mancio; i Miguel Chijiwa (千々石 ミゲル Chijiwa Migeru, 1569-1633), nebot d'Ōmura Sumitada, dàimio d'Ōmura i d'Arima Harunobu, dàimio de Shimabara. El 20 de febrer de 1582, partiren de Nagasaki en companyia d'altres dos nobles:
- Julião Nakaura (中浦 ジュリアン Nakaura Jurian, 1568-1633)
- Martinho Hara (原 マルチノ Hara Maruchino, 1569-1629)

Els acompanyaven dos criats, el seu tutor i intèrpret Diogo de Mesquita, i el seu mentor Valignano, que només els acompanyà fins a Goa, a l'Índia portuguesa, on havia d'assumir noves responsabilitats. De camí a Lisboa, on arribaren l'agost de 1584, passaren nou mesos visitant els territoris portuguesos de Macau, Kochi, Dubai, Madagascar i Goa. Des de Lisboa, els ambaixadors es dirigiren a Madrid i després a Roma, que eren els dos objectius principals del seu viatge. A Espanya visitaren Talavera de la Reina, Toledo i Madrid, on s'entrevistaren amb Felip II, que era rei d'Espanya i de Portugal. Visiten el monestir d'El Escorial, la Universitat d'Alcalá, Múrcia i Alacant. A Roma, Mancio Itō es converteix en ciutadà honorari i ingressa a les files de la noblesa europea amb el títol de Cavaliere di Speron d'Oro (Cavaller de l'Esperó d'Or). Durant la seva estada a Europa, s'entrevistaren amb el rei Felip II d'Espanya, Francesc I de Mèdici, Gran Duc de Toscana, el papa Gregori XIII i el seu successor, el papa Sixt V.

### Visita al Papa

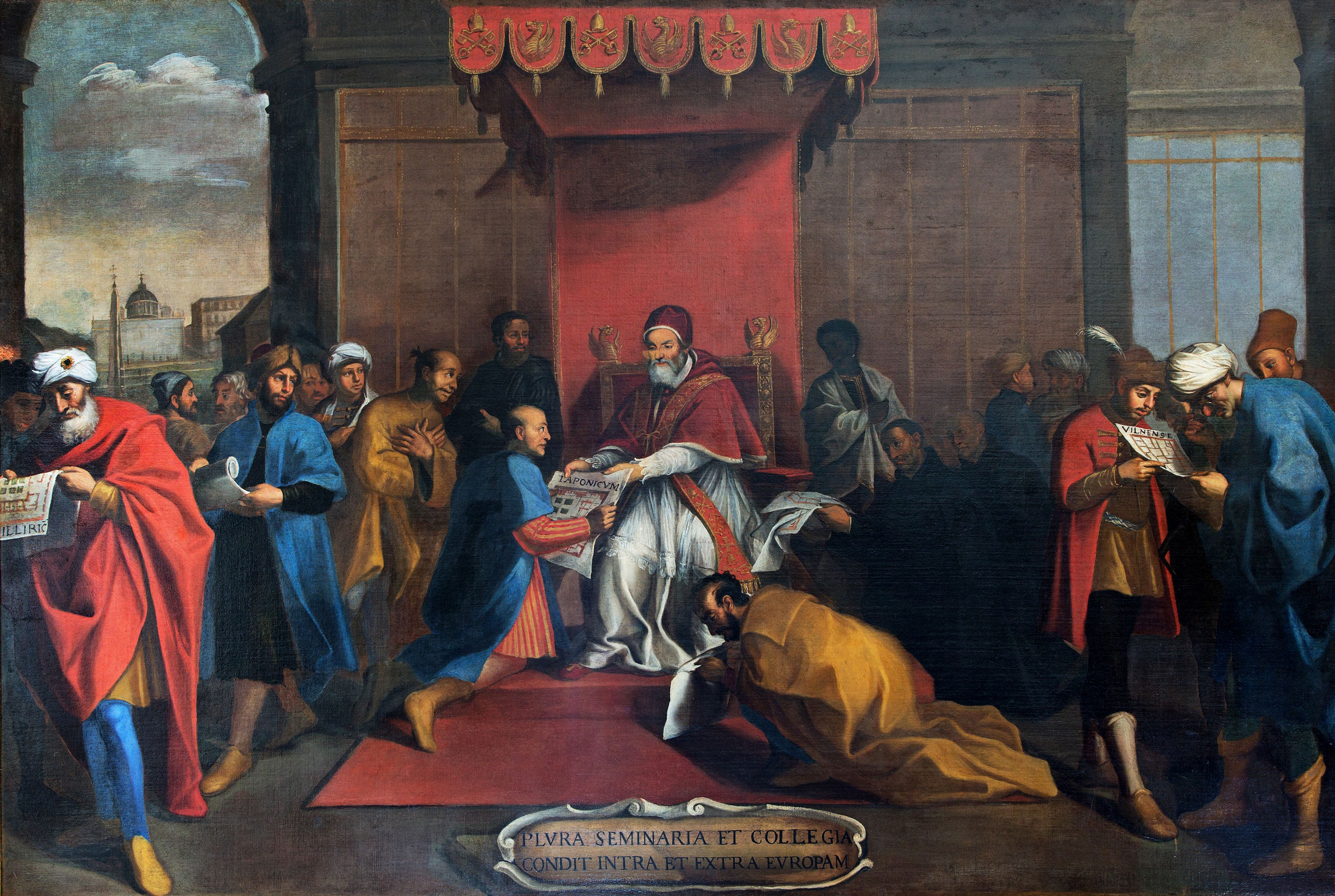
Els ambaixadors japonesos amb el papa Gregori XIII el 23 de març de 1585

Per rebre als ambaixadors el papa Gregori XIII convocà un consistori, és a dir, una assemblea de cardenals presidida per ell mateix, pel dia 23 de març de 1585, data en què es produirà la recepció oficial. Serà l'últim acte públic important del papa, ja que defallirà de sobte el 10 d'abril ―al seu funeral i a la proclamació del nou papa Sixt V hi assistiran els japonesos―.
Una petita obra de set pàgines apareguda aquell mateix any de 1585 a Lió amb el títol «Avis venu nouvellement de Rome, touchant l'entrée au consistoire public de deux ambassadeurs envoyés de la part de trois rois puissants du Japon» (en català, Notificació acabada d'arribar de Roma, relativa a l'entrada en el consistori públic de dos ambaixadors enviats per tres poderosos reis del Japó) relata així la trobada entre els ambaixadors i el papa:
| « | (francès) Ce matin on a tenu un consistoire public en la salle royale, en laquelle seulement sont reçus les rois, ambassadeurs, auquel consistoire ont été reçus deux ambassadeurs envoyés de la part de trois rois puissants du Japon, convertis de nouveau à la foi chrétienne, pour rendre obéissance au pape, comme vicaire de Dieu en Terre, et au Saint-Siège apostolique : laquelle chose a apporté grand ébahissement et grande allégresse à toute la cité, voyant qu'une population nouvelle, si éloignée, inconnue même aux siècles passés, considérant la grande importance de ce fait, et la miraculeuse bonté et miséricorde de Dieu, par laquelle il a appelé et amené à la vraie lumière, et au chemin de salut, cette population étrangère et idolâtre. | (català) Aquest matí se celebrà a la sala reial un consistori públic, en què només es rep als reis, ambaixadors, en el que foren rebuts dos ambaixadors enviats en nom de tres poderosos reis del Japó, que s'havien convertit de nou a la fe cristiana, per rendir obediència al papa, com a vicari de Déu a la terra, i a la Santa Seu Apostòlica: la qual cosa produí gran admiració i alegria en tota la ciutat, en veure que una nova població, tan remota, desconeguda fins i tot pels segles passats, considerant la gran importància d'aquest fet, i la miraculosa bondat i misericòrdia de Déu, per la qual cridà i portà a la verdadera llum, i al camí de la salvació, a aquesta població estrangera i idòlatra. | » |
| — Avis venu nouvellement de Rome, touchant l'entrée au consistoire public de deux ambassadeurs envoyés de la part de trois rois puissants du Japon (Lió, 1585) p. 1 | | |   |

El mateix any de la recepció papal, 1585, el jesuïta Luís Fróis publicà «Européens et Japonais. Traté sur les contradictions et différences de moeurs» (en català, Europeus i Japonesos. Tractat sobre les contradiccions i diferències de la moral) en el que comparà els diferents costums dels japonesos i dels europeus. En ell s'advertia, per exemple, que el color del dol dels japonesos és el blanc i no el negre com a Europa. Aquest mateix any també es publicà el primer llibre consagrat a la Xina, l'autor del qual fou el missioner agustí castellà Juan González de Mendoza: «Historia de las cosas mas notables, ritos y costumbres del gran reyno de la China» (en català, Història de les coses més notables, rituals i costums del gran regne de la Xina). L'obra estava dedicada al papa i als ambaixadors japonesos.

### Tornada al Japó
En el viatge de tornada els quatre joves japonesos foren acompanyats pel mateix visitador general. Seguiren com a l'anada la ruta cap a Orient dominada per l'Imperi portuguès. Aquest cop feren escala a Goa, a la costa occidental de l'Índia, per travessar després l'estret de Malaca i arribar a Macau. Des d'allà es dirigiren al Japó on foren rebuts per Toyotomi Hideyoshi, el nou home fort del país, que estava en procés de reunificació.
Els ambaixadors arribaren al Japó el 21 de juliol de 1590. En el seu viatge de vuit anys se'ls havia ordenat que prengueren notes. La traducció al llatí d'aquestes notes, de les quals no en queda rastre, serviren de base pel «De missione legatorum Iaponensium ad Romanam curiam, rebusq[ue]; in Europa, ac toto itinere animadversis dialogus» (De la missió dels legats Japonesos a la cúria Romana i sobre els afers a Europa, i sobre el diàleg observat en tot el viatge), un escrit del jesuïta Duarte de Sande publicat el 1590 on es narraven els fets ocorreguts durant el viatge, destinada principalment als conversos japonesos. Segons Derek Massarella, Valignano concebí la idea d'un llibre basat en els viatges dels nois, que també pogués usar-se amb finalitats didàctiques als col·legis jesuïtes del Japó, però malgrat les intencions dels seus autors, De Missione no tingué un impacte durador en la percepció japonesa d'Europa.
Posteriorment, els quatre foren ordenats primers pares jesuïtes japonesos per Alessandro Valignano.

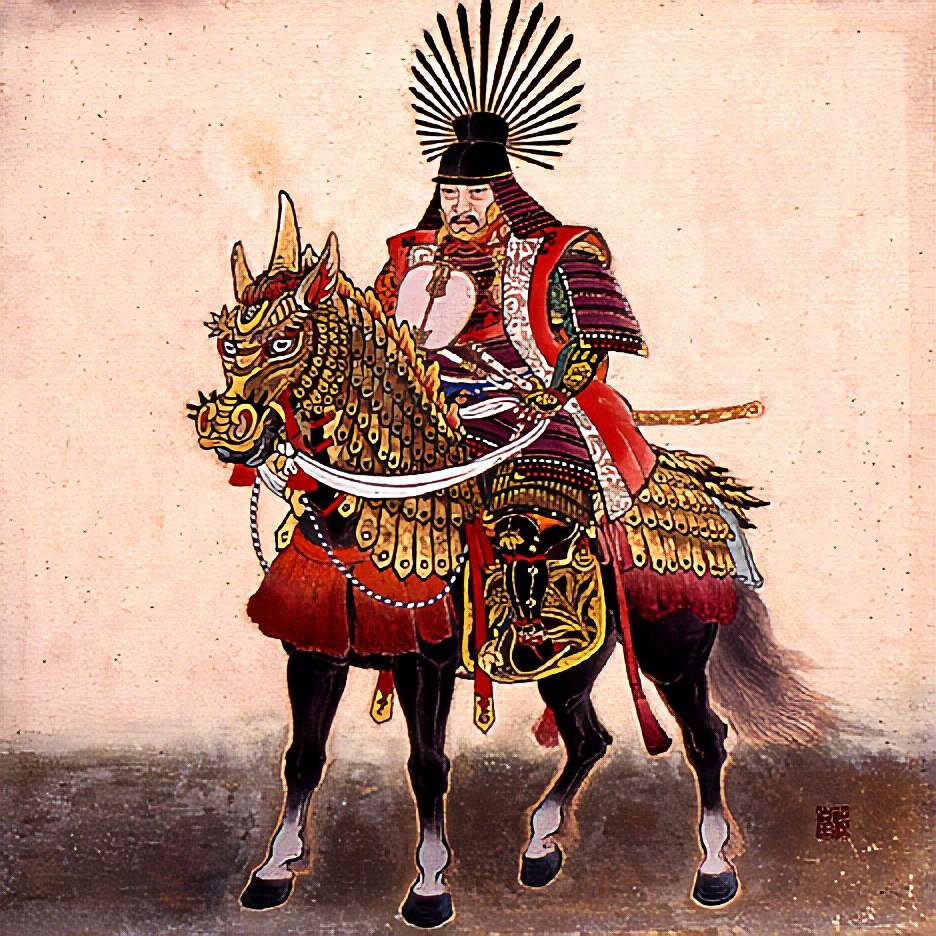
Toyotomi Hideyoshi muntat en el seu cavall

Malgrat tot, quan l'ambaixada tornà al Japó i es publicà a Macau el llibre que relatava el seu viatge, la situació del catolicisme al Japó havia canviat radicalment respecte als temps en què partiren. Des de 1587 s'havia prohibit als missioners cristians realitzar la seva missió i havien estat reagrupats a Hirado, a l'espera de ser reembarcats cap a Europa. La persecució s'intensificà en els anys següents i el 1597 foren executats a Nagasaki 26 màrtirs catòlics. El 1614 el Japó es tancà definitivament al cristianisme, convertit en «el país dels kami i el país dels budes».

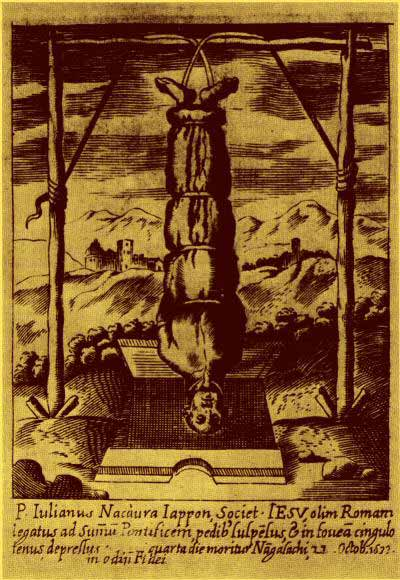
Tortura i execució de Julião Nakaura

Mancio Itō morí a Nagasaki el 13 de novembre de 1612. Martinho Hara fou desterrat del Japó pel shogunat Tokugawa el 1614, i continuà treballant a Macau, on morí el 23 d'octubre de 1629. Miguel Chijiwa abandonà la Companyia de Jesús abans de 1601, i morí a Nagasaki el 23 de gener de 1633. Encara que generalment es creu que abandonà el cristianisme, el descobriment d'allò que semblen ser rosaris a la seva tomba el 2017, posa això en dubte. Julião Nakaura fou capturat pel shogunat Tokugawa, i morí torturat com a màrtir a Nagasaki el 21 de novembre de 1633. Fou beatificat el 24 de novembre de 2008.

## Itinerari

### 1583
- Febrer: Quatre japonesos, Mancio Itō, Miguel Chijiwa, Julião Nakaura i Martinho Hara, amb Alessandro Valignano, el pare Nuno Rodrigues, el traductor Diogo de Mesquita i un criat parteixen de Nagasaki.[15]
- 9 de març: Macau. Un servent xinès s'uneix al grup.
- De la Malaca portuguesa a Kochi i Goa.
- 12 de setembre: Valignano prepara una carta d'instruccions a Goa i el pare Nuno Rodrigues assumeix el comandament.

### 1584
- 10 d'agost: Lisboa.
- Setembre: Évora.
- 1 d'octubre: Toledo. Són rebuts per l'arquebisbe Gaspar de Quiroga y Vela.
- 20 d'octubre: Madrid. Hara emmalalteix.
- 14 de novembre: Són rebuts per Felip II d'Espanya i Portugal.
- Novembre: Visiten l'emperadriu Maria d'Àustria i de Portugal i El Escorial. Durant la visita veuen els rinoceronts de l'Índia del rei.
- 26 de novembre: Alcalá de Henares.
- Nadal: Múrcia.

### 1585
- Gener: Alacant.
- 1 de març: Liorna, Itàlia.
- 2 de març: Pisa.
- 7 de març: Florència.
- 22 de març: Arribada a Roma; són rebuts a l'església del Gesù pel general de la Companyia de Jesús Claudio Acquaviva. Nakaura emmalalteix amb febre.
- 23 de març: Des de Villa Giulia, a través de la multitud, arriben al Castell de Sant'Angelo i després al Vaticà per assistir al consistori papal a la Sala Regia; són rebuts pel papa Gregori XIII. Sopen a les estances papals, reben mudes i presenten a Sixt uns paravents (avui dia perduts) que representen Azuchi, el lloc on se situa el castell d'Oda Nobunaga.
- 10 d'abril: mor el papa Gregori XIII.
- 1 de maig: Coronació papal del papa Sixt V.
- Maig: Nomenats cavallers pel papa Sixt de l'Orde de l'Esperó d'Or.
- 3 de juny: Sortida de Roma.
- Juny: Assís.
- Juny: Loreto.
- 25 de juny: Arribada de Ferrara en vaixell a Chioggia i escortats a Venècia, entre grans aclamacions.
- 13 de juliol: Màntua.
- Juliol: Verona.
- 25 de juliol: Milà.
- 8 d'agost: Gènova.
- 16 d'agost: Barcelona.
- Primera setmana de setembre: estigueren tres dies al monestir de Montserrat.
- Montsó.
- Saragossa.
- Tornada per Alcalá de Henares, Madrid, Vila Viçosa i Évora.
- Coïmbra.

### 1586
- 8 d'abril: Sortida de Lisboa per la tornada.

### 1587
- 29 de maig: Arribada a Goa, retrobament amb Valignano.

### 1590
- 21 de juliol: Arribada al Japó.